# 不夜城
不夜城（ふやじょう）は、中国の山東省にあったとされる古代都市。夜も日が出たとされたため、この名がある。

## 概要
陽廷（現在の威海市）の東南120里（漢代の換算比率で約50キロメートル）、東萊郡（現在の煙台市付近）にあった。ただし、位置に関する記述は矛盾しており、不正確と思われる（おそらく陽廷からの方角と距離が不正確）。東を海に面しており、淳于髠（戦国時代斉の学者）は「海童作妖城（海の神が作った不気味な都市）」と称した。
斉（山東省）に関する史書である『三斉略記』、『斉地記』、『斉記』などに登場するが、記述は簡便である。

## 比喩
後に日本で、夜も灯火が絶えることのない繁華街、徹夜が恒常的であり夜も灯火が絶えることのない（企業・官公庁などの）建物の比喩に使われるようになった。